# David Carreira
David Carreira (Dourdan; 30 de julio de 1991), nombre artístico de David Araújo Antunes, es un actor, modelo y cantante portugués de música pop, hijo del cantante Tony Carreira. Su hermano mayor, Mickael Carreira, también es cantante.
Sus primeros trabajos fueron como modelo en el desfile en eventos ModaLisboa y Portugal Fashion y participó en las campañas de publicidad de Cacharel.
Conocido por su trabajo en la octava temporada de Morangos com Açúcar en 2010, David comenzó su carrera como cantante en 2011 con el lanzamiento de su álbum debut, N ° 1, que alcanzó el primer lugar en la tabla musical portuguesa compilado por la Asociación portugués fonográfico y fue certificado doble platino por ventas de más de 30.000 copias. Canta en portugués, inglés y francés, ha desarrollado una carrera internacional y es particularmente conocido en los mercados franceses, así como con varios singles exitosos, entre ellos "Obrigado la famille" y "Boom".
También participó en la telenovela Louco Amor y más tarde en la telenovela Santa Bárbara, ambas emitidas por la TVI, donde hacía el papel de André Neves.

## Discografía

### Álbumes de estudio
| Año  | álbum               | Chart pos. | Chart pos. | Chart pos. | Chart pos. |
| Año  | álbum               | POR        | FRA        | BEL        | SUI        |
| ---- | ------------------- | ---------- | ---------- | ---------- | ---------- |
| 2011 | N.1                 | 1          | –          | –          | –          |
| 2013 | A força está em nós | 2          | –          | –          | –          |
| 2014 | Tout recommencer    | –          | 8          | 20         | 21         |
| 2015 | 3                   | 1          | –          | –          | –          |
| 2017 | 1991                | 14         | 54         | –          | 58         |
| 2018 | 7                   | 1          | –          | –          | –          |

### Álbumes en vivo
| Año  | álbum                   | Chart pos. |
| Año  | álbum                   | POR        |
| ---- | ----------------------- | ---------- |
| 2011 | 360° Live campo pequeno | 3          |